# 北國號列車

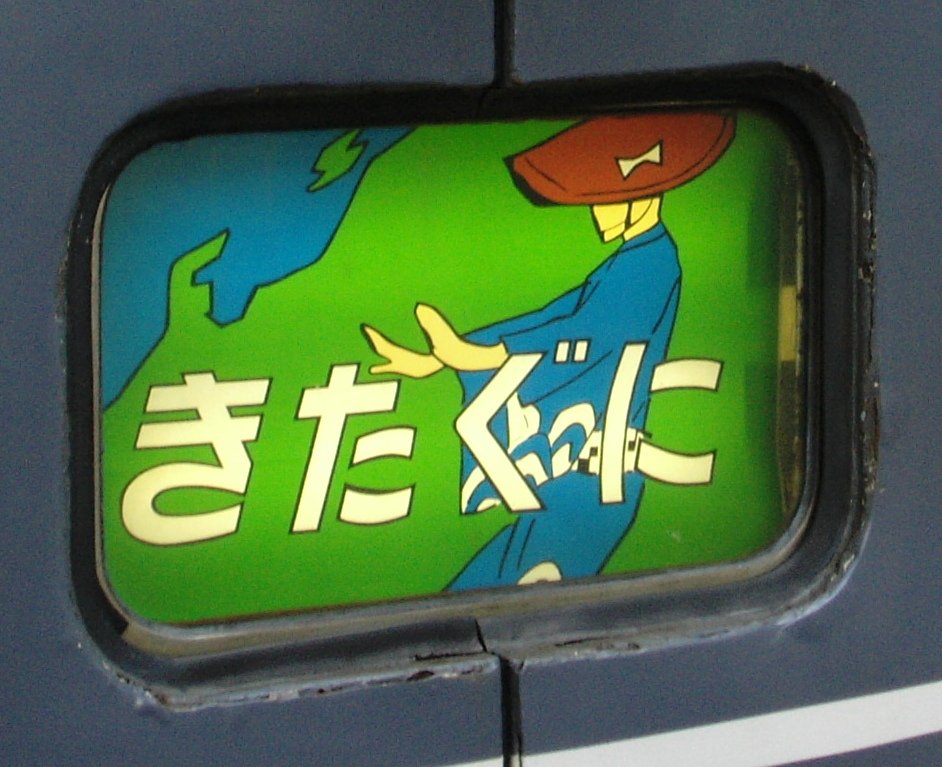
北國號頭標

北國（日语： Kitaguni */?）號列車是行走於大阪站至新潟站之間的急行列車。列車途經東海道本線、北陸本線和信越本線。
在本條目內，將會記載京阪神與信越地方之間，途經北陸本線的夜行優等列車演變。

## 概要
「北國」當初是由日本國有鐵道（國鐵）營運，在1987年4月1日國鐵分割民營化以後由西日本旅客鐵道（JR西日本）和東日本旅客鐵道（JR東日本）兩間公司營運。
在1947年，「北國」的前身急行507・508列車開始營運，當時行走於大阪站至青森站之間。該列車可於青森站轉乘青函連絡船，成為關西與北海道之間其中一段旅程。該急行在1950年11月8日命名為「日本海」。在1968年10月1日，由於開設了行走於大阪站至青森站之間的寢台特急（藍色列車）「日本海」，因此行走於大阪站至青森站之間的急行「日本海」改名為「北國」。
隨著1982年上越新幹線啟用，來自關西的直通乘客減少，「北國」於日間行走的區間（新潟站以北區間）由特急「稻穗」負責，自此「北國」只行走於大阪站至新潟站之間。
後來由於客量減少，於2012年3月17日時間表修正中，「北國」不再設有定期列車班次。同年4月以後，只於客量多的時期才開設臨時列車，當時曾經在2012年至2013年之間的年尾年初開設臨時列車班次。後來由於「北國」的車輛583系電動列車老化為理由，使「北國」正式廢除。
愛稱「北國」是取自北陸地方之別名。在583系的車頭標誌中，可看見列車名稱與「佐渡禦佐舞者與北陸地方地圖」。

## 運行概況
在定期列車營運的時代，「北國」會途經米原站，前往新潟的班次於新津站至新潟站之間會轉為快速列車。在當時來往大阪、京都與北陸本線之間直通的優等列車中，絕大部分列車都途經湖西線，只有此列車才途經米原站，也成為了最後一個優等列車有這樣的走線。但是在山科站至近江鹽津站之間是處於經路特定區間，因此若乘坐此列車的旅程中，跨越上述整個區間，車費與急行費用是以途經湖西線作計算。
由於「北國」在日本海沿岸行走，冬季時部分區間常會因為強風或雪災，使得列車暫停服務或嚴重誤點。
「北國」的車掌方面，整個區間由JR西日本的大阪車掌區負責。
在2012年3月時間表修正中，「北國」變為臨時列車，而行走路線由原來途經米原站變為途經湖西線。下行列車班次中，新津站 → 新潟站之間不再變為快速列車，整個區間都是以急行列車的身份行走。列車時間表方面，於大阪站到發的時間不變，但下行列車到達新潟站的時間大幅度提早至早上6時54分到達。
受到「北國」定期班次取消影響，使大阪至北陸方向的尾班車提早約2小時半，該尾班車變為「雷鳥」45號，使使用鐵路即日來往大阪與北陸之間的時候，乘客不可能太晚逗留在大阪。JR西日本金澤分社表示「對不起，由於客量低迷而無利可圖。」以尋求諒解。

### 停車站
定期班次時代末期
大阪站 - 新大阪站 - 京都站 - 大津站 - 彥根站 - 米原站 - 長濱站 - 敦賀站 - 武生站 - 福井站 - 小松站 - 金澤站 - 高岡站 - 富山站 - （滑川站） - 魚津站 - （黑部站） - （入善站） - （泊站） - 糸魚川站 - 直江津站 - 柿崎站 - 柏崎站 - 來迎寺站 - 長岡站 - 見附站 - 東三條站 - 加茂站 - 新津站 - （龜田站） - 新潟站
- （　）內的車站只限新潟方向的班次停靠。

臨時班次時代
大阪站 - 新大阪站 - 京都站 - 敦賀站 - 武生站 - 福井站 - 小松站 - 金澤站 - 高岡站 - 富山站 - （滑川站） - 魚津站 - （黑部站） - （入善站） - （泊站） - 糸魚川站 - 直江津站 - 柿崎站 - 柏崎站 - 來迎寺站 - 長岡站 - 見附站 - 東三條站 - 加茂站 - 新津站 - 新潟站
- （ ）內的車站只限新潟方向的班次停靠。

### 使用車輛與編成
「北國」使用來自京都總綜合運輸所（現時吹田綜合車輸所京都分所）的583系電動列車。在1994年12月3日，「白鶴」的定期列車從583系變更為24系客車後，「北國」成為了唯一使用583系電動列車的定期列車。整列列車以10卡編成，當中包括普通車廂自由席、綠色車廂指定席、A寢台和B寢台。在多客時期，會增加2卡B寢台車廂，合共12卡編成行走。A寢台是開放式2層床位，B寢台是開放式3層床位。
在剛開始運行時，車輛主要使用舊式客車。在1973年10月1日起，大阪站至青森站之間的普通座位車廂使用12系客車。由於12系客車沒有綠色車廂，因此也會連結一般形客車SuRoFu62形。於新潟站解連或連掛的寢台車會使用10系寢台車。在1978年，列車不再連結綠色車廂。在1982年，車輛改用14系客車，當時開始座位車廂與寢台車廂混合連結。在1985年3月14日起改用583系電動列車。曾經列車會連結設有沙龍椅與桌子的綠色車廂（SeRo581形100番台），但是在2010年前由於退役而不再連結。
在2012年列車臨時化後，列車只連結1輛綠色車廂指定席和6輛B寢台車廂。沒有A寢台與自由席。自此，此列車與其他曾經使用583系電動列車的寢台特急同樣，除了1卡綠色車廂外，其他車廂都是寢台車廂。但是在時間表與官方公布中，沒有視這個列車為「寢台急行」。

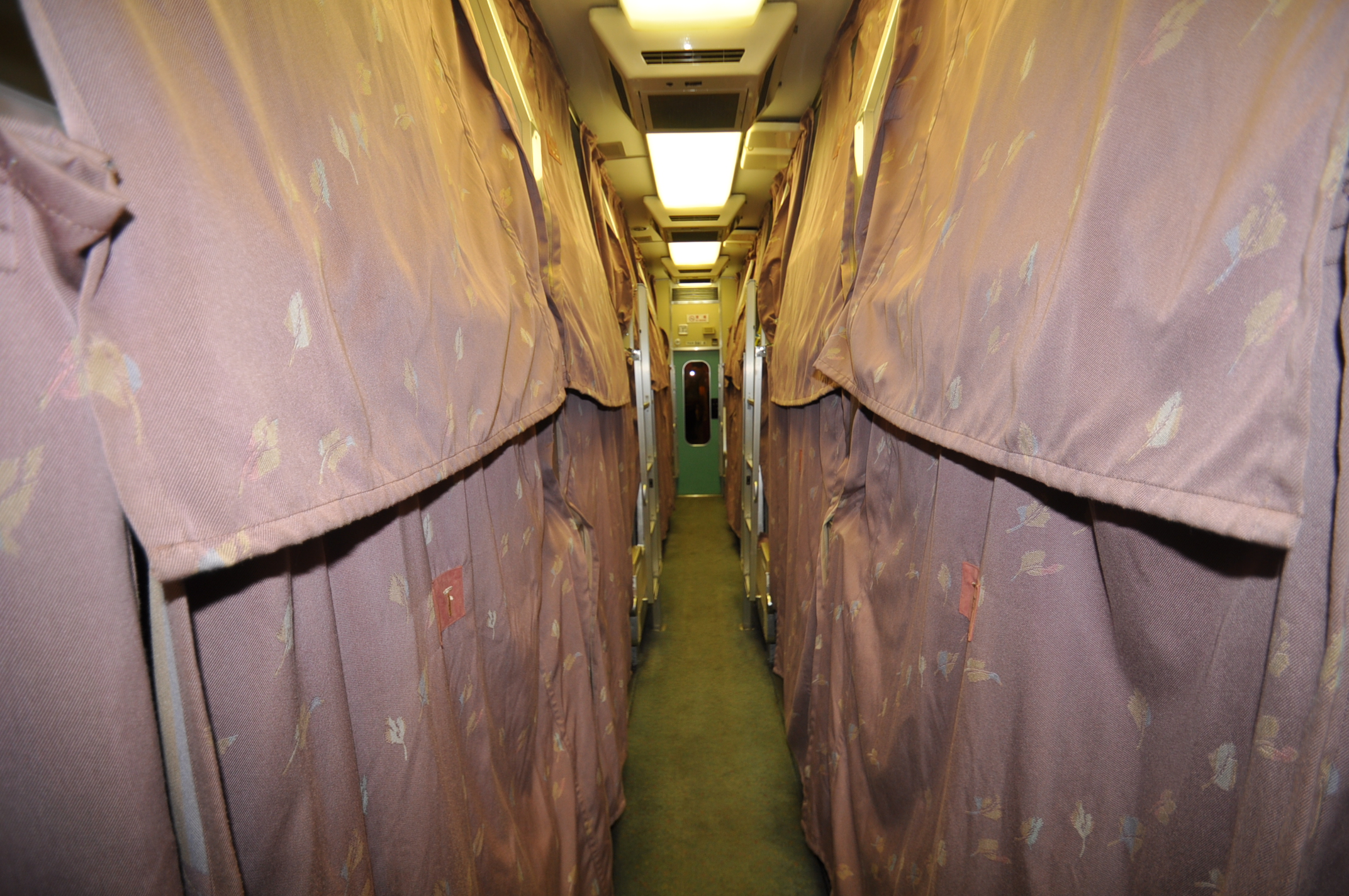
A寢台車
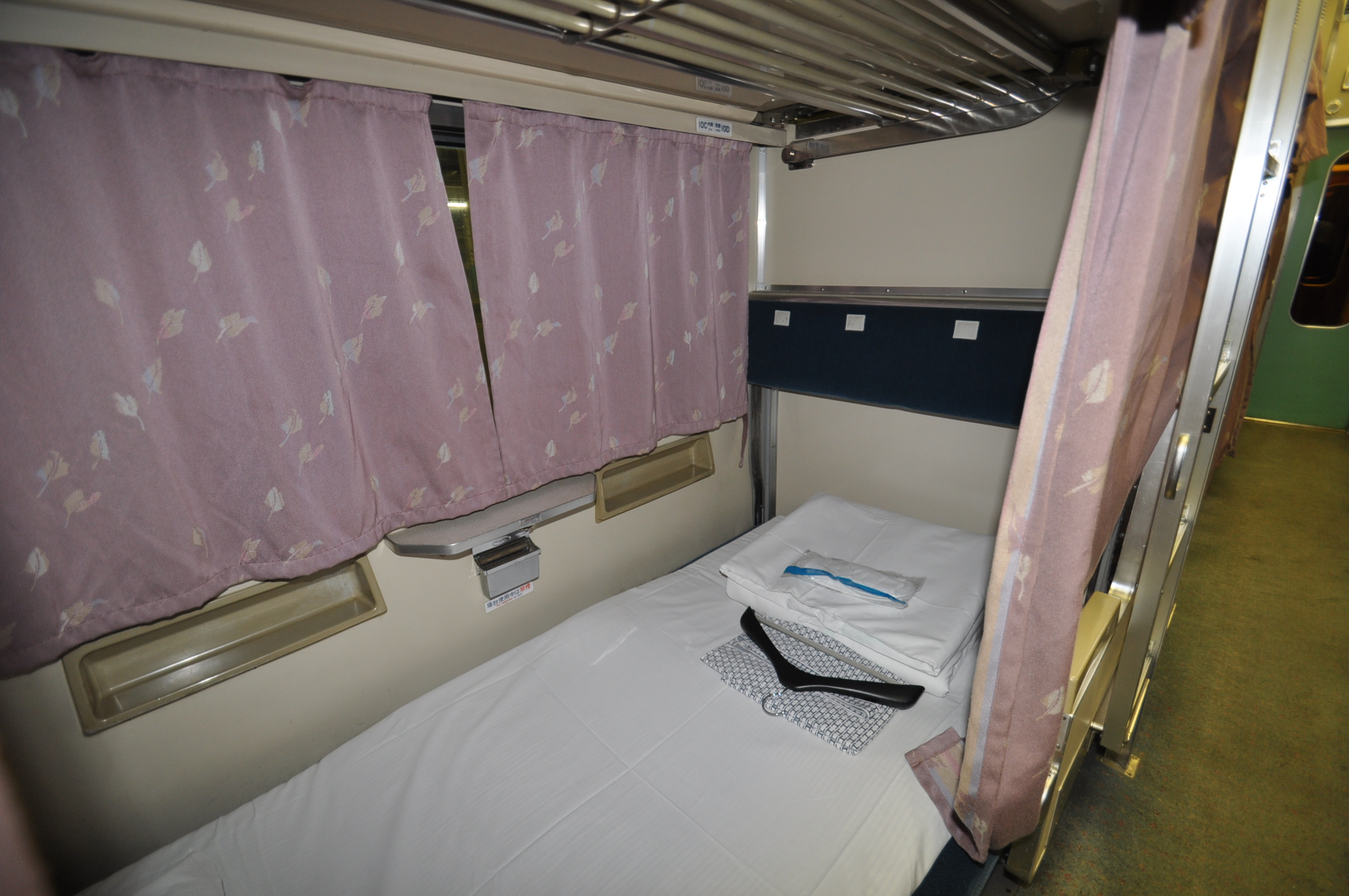
A寢台下層
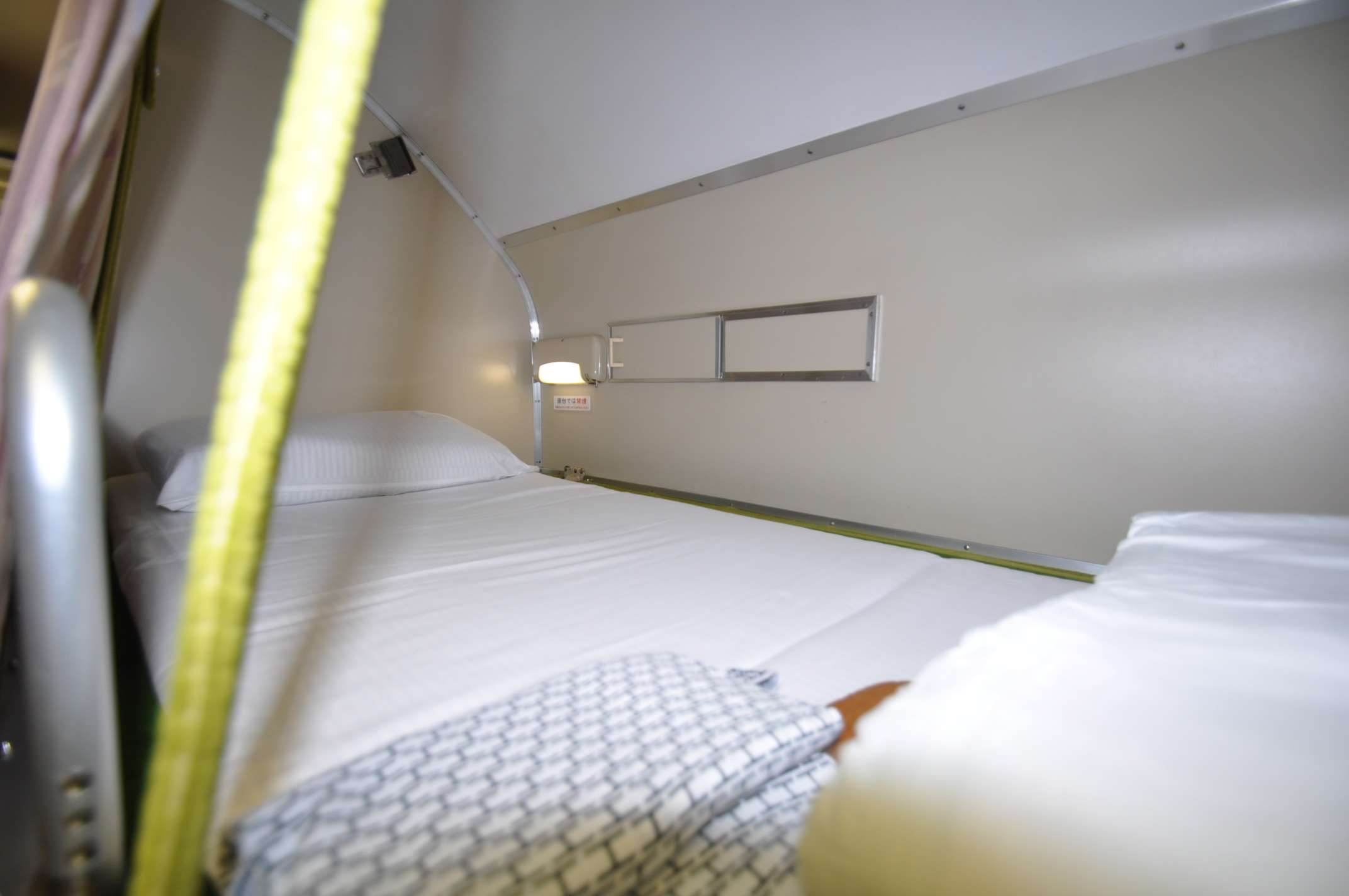
A寢台上層
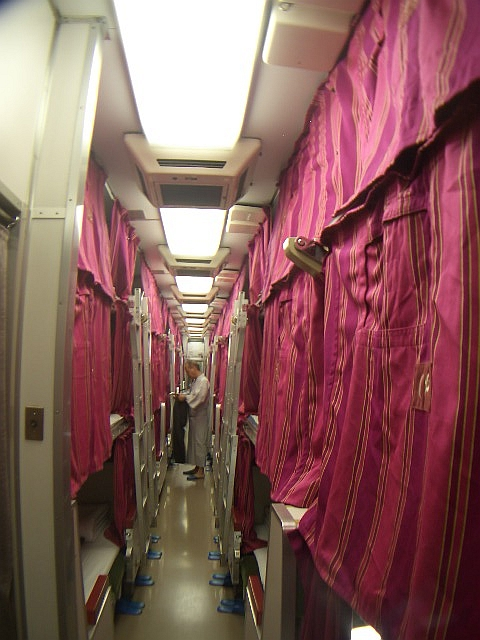
B寝台車
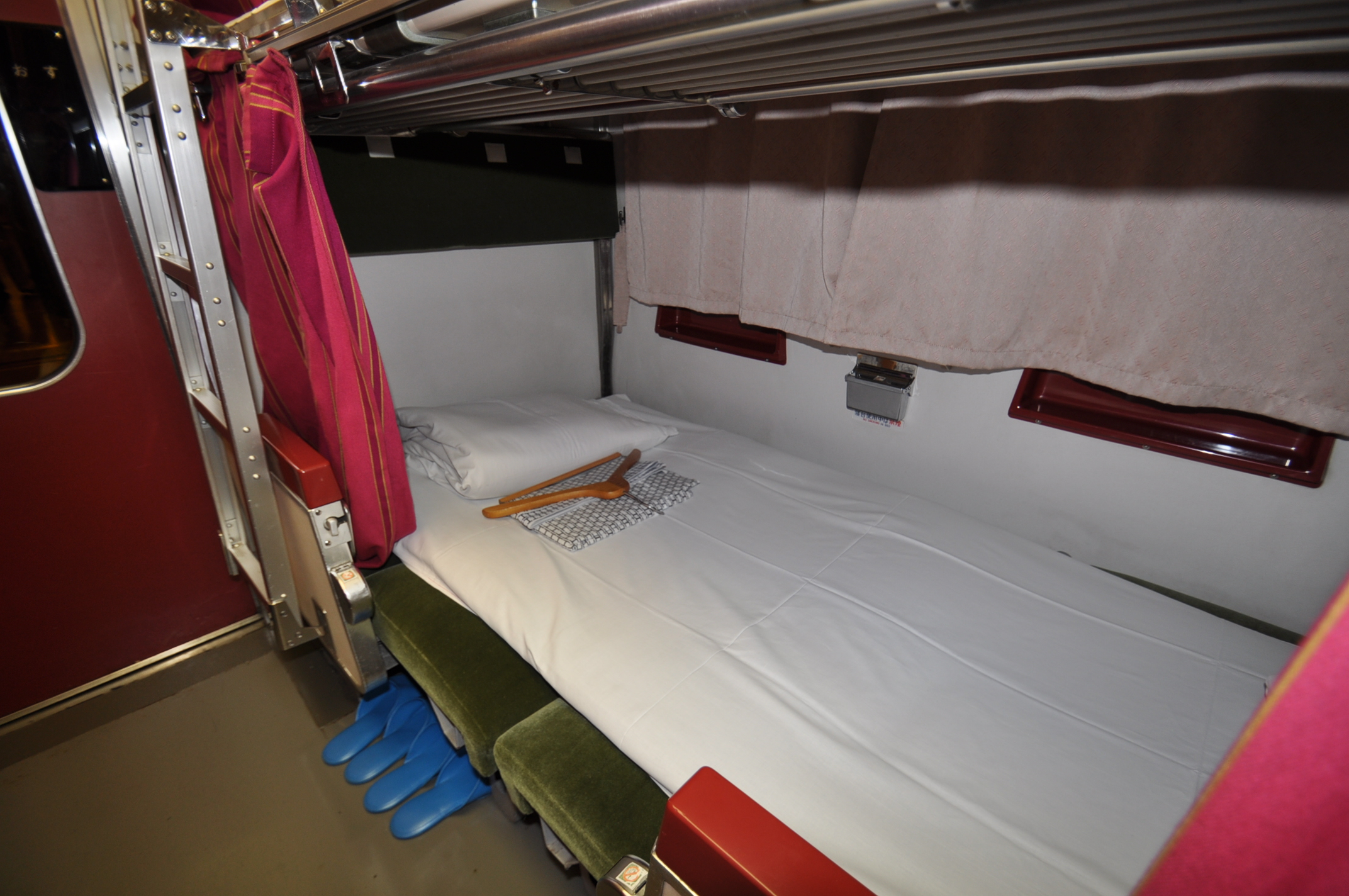
B寢台下層
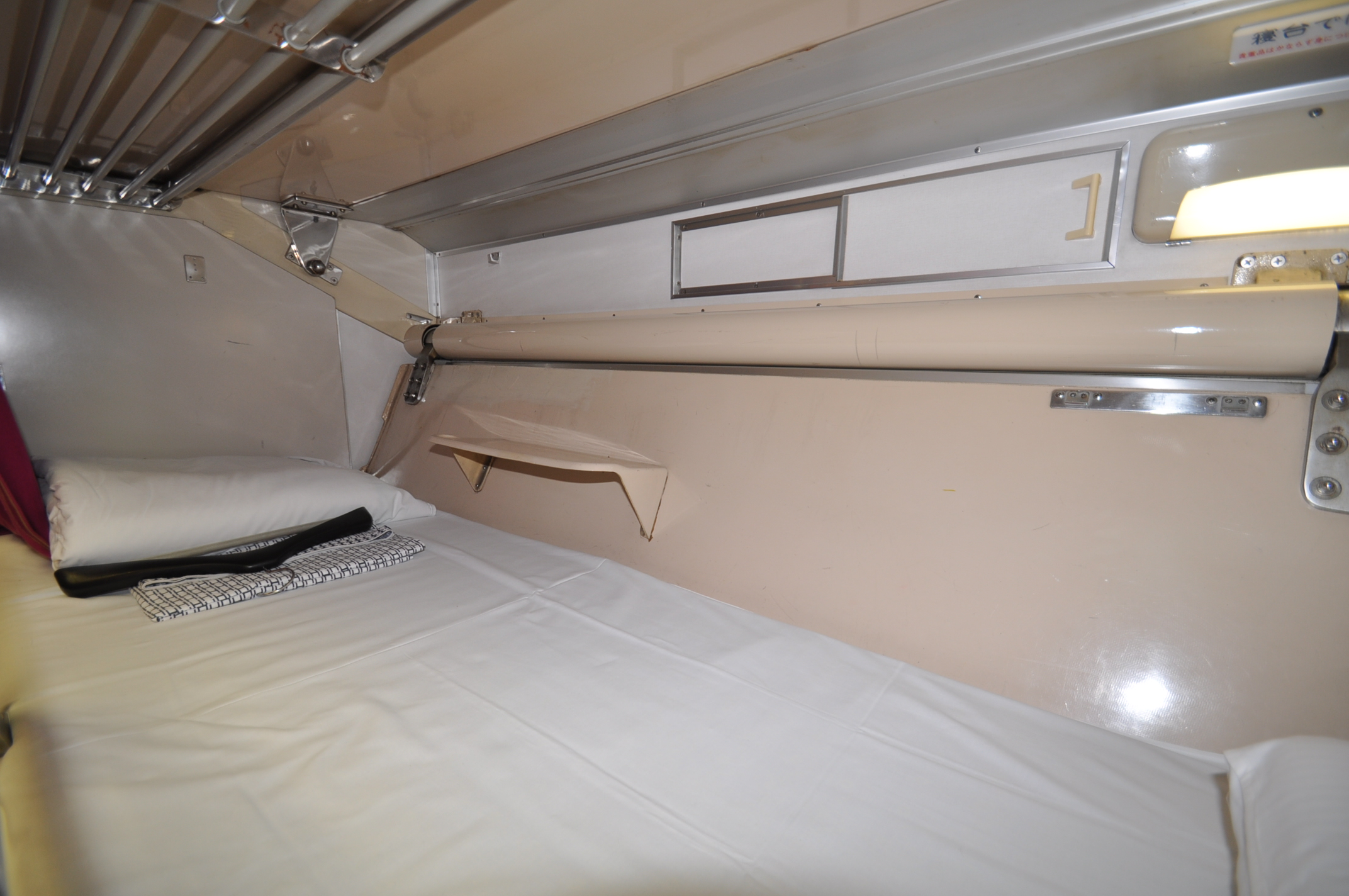
B寢台中層
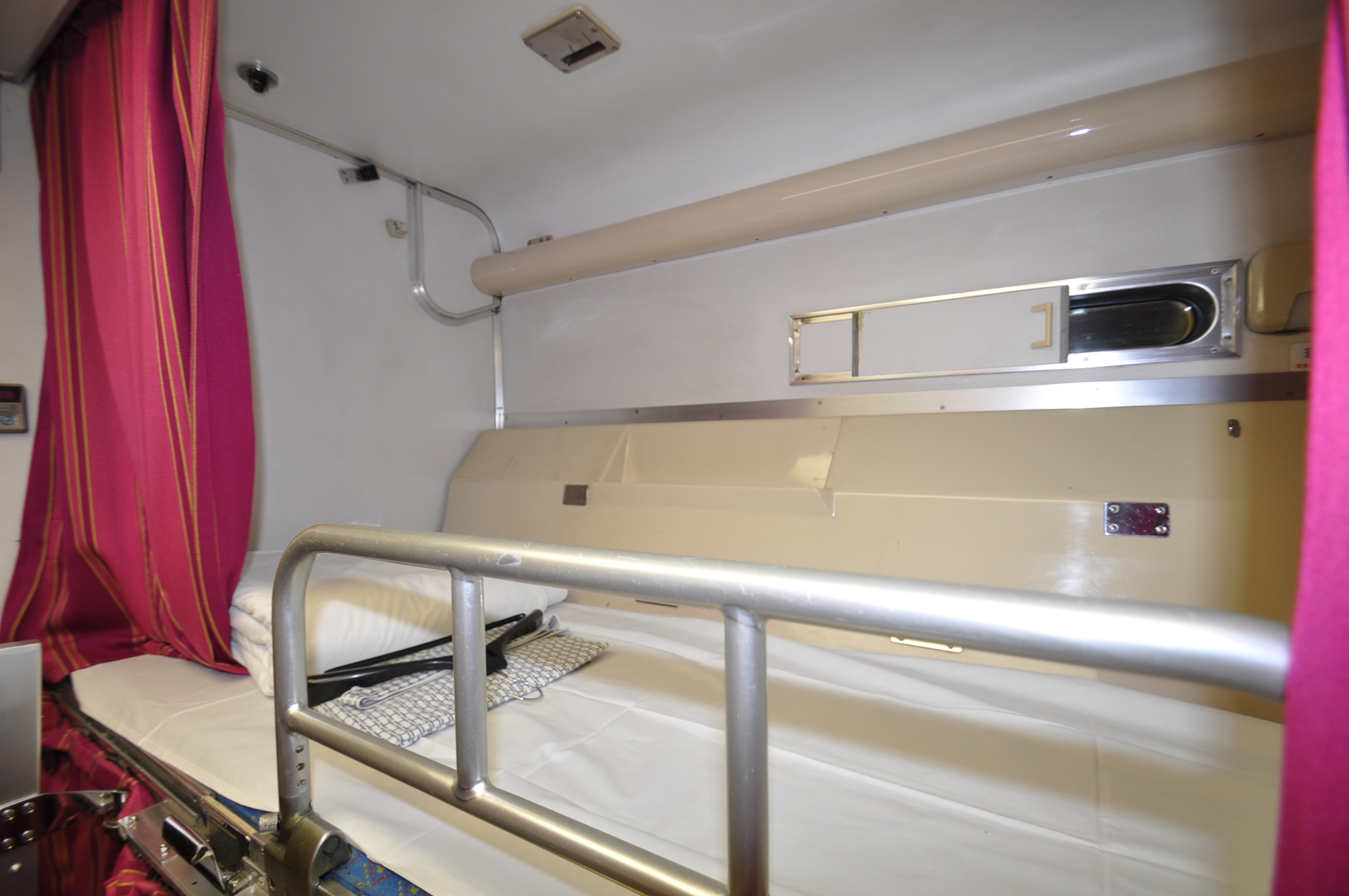
B寢台中層（在集電弓下方）
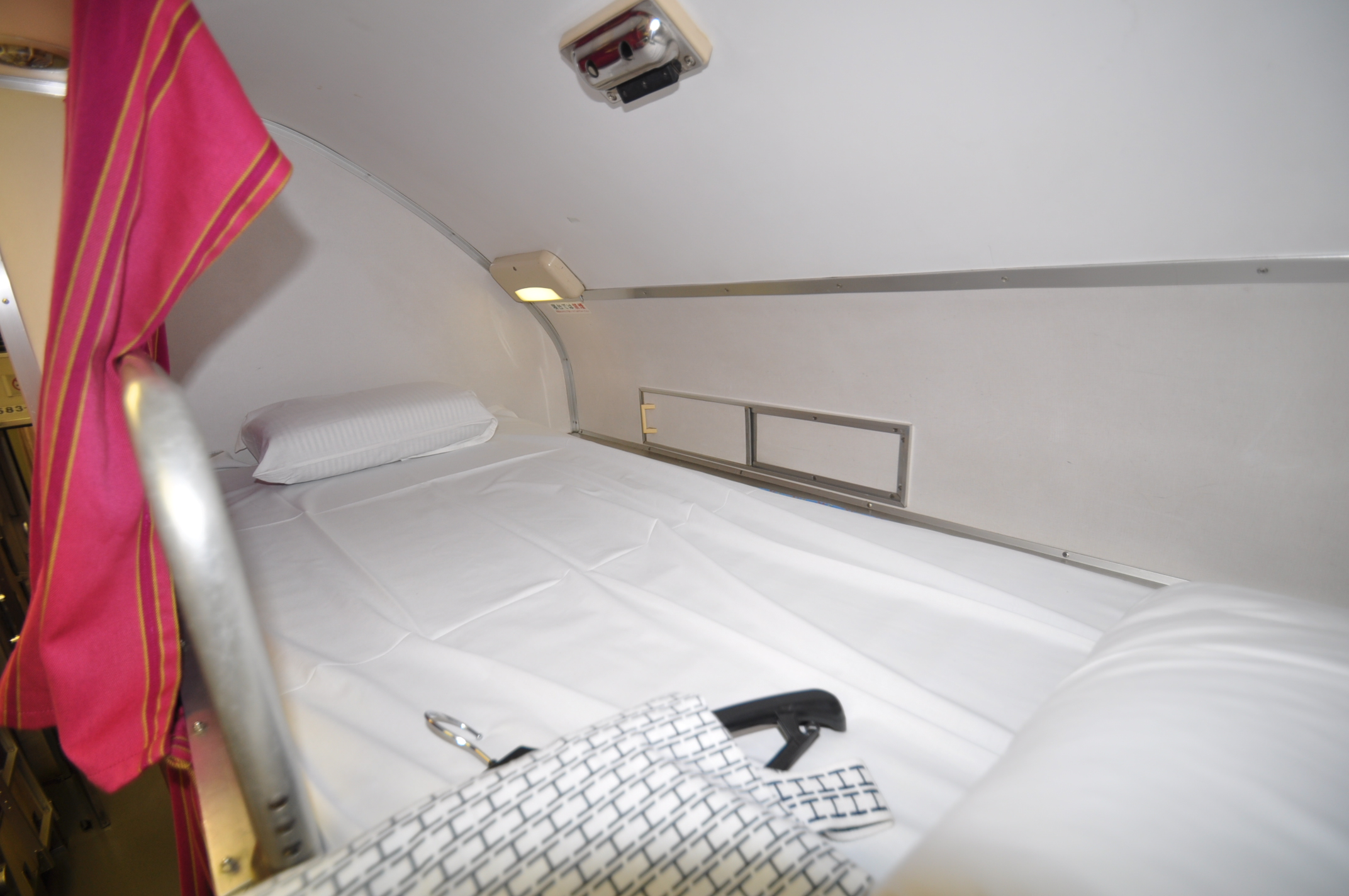
B寢台上層
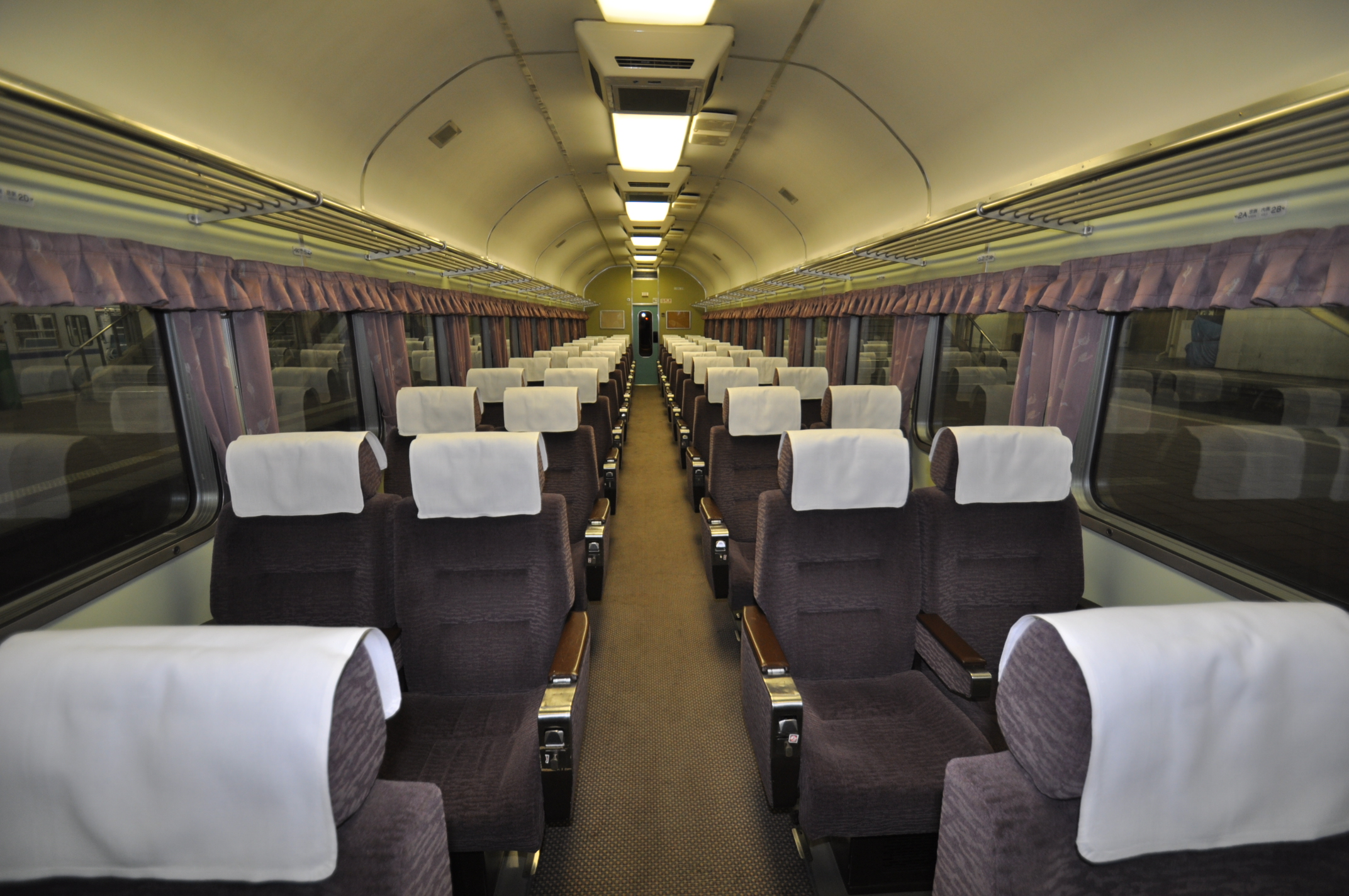
綠色車廂指定席
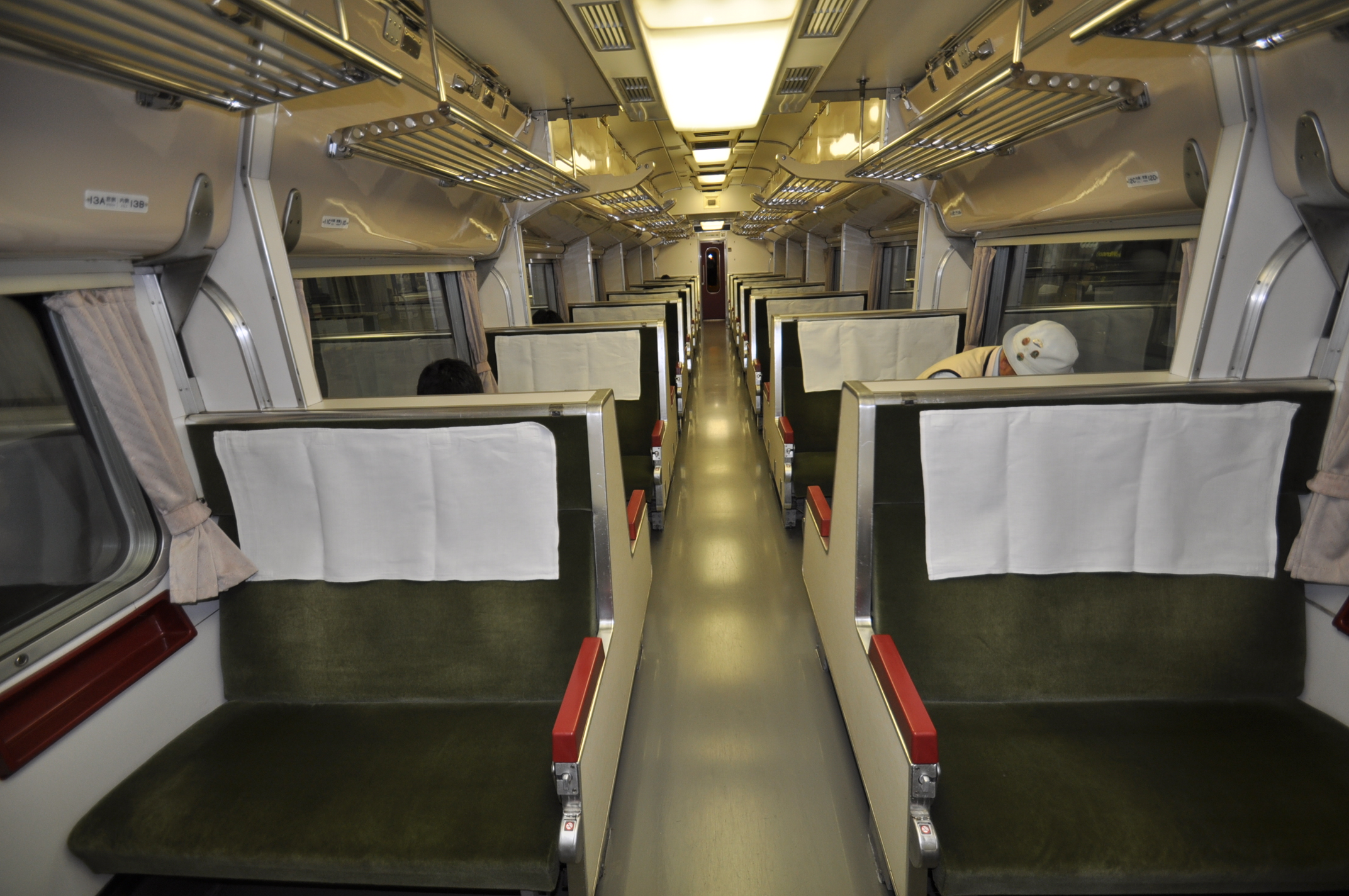
普通車廂自由席

## 使用狀況
在定期列車時代，由於乘坐此列車時，只需車票與較平宜的急行券便可乘坐一段較長的距離，因此自由席經常十分多人乘坐。當多客時期，所有自由席均滿座時，寢台票與綠色車廂票也會很快賣光。
綠色車廂與寢台車廂的客源是追求舒適性與不想乘坐高速巴士的長途旅客使用，而自由席的客源是讓一些追尾班車的通勤乘客使用，這些乘客從大阪出發前往彥根站、米原站、長濱站或福井縣。在新潟縣內，前往新潟站的「北國」列車可於直江津站轉乘北越急行北北線首班車（快速列車）前往上越新幹線車站越後湯澤，或者直接於長岡站轉乘上越新幹線，使此列車可從北陸轉乘上越新幹線前往東京。
前往新潟的「北國」列車到達富山站後，可轉乘富山地方鐵道首班車前往立山方向，隨後可再轉乘前往立山黑部阿爾卑斯山脈路線。在夏天時期，會有登山客於富山站轉乘直行巴士前往西銀座鑽石路線的起點折立登山口。在冬天時期，會有滑雪客乘坐此列車前往南小谷、白馬、妙高高原一帶的滑雪場。
前往新潟的「北國」進入新潟縣後，由於開始進入早上繁忙時間，因此從長岡站起，開始有許多通勤客、商務客與上學學生乘坐此列車。另外也有一些乘客會從直江津站或柏崎站乘坐此列車前往新潟，這些乘客是使用私家車前往這些車站轉乘，以避免新潟市內交通擁塞情況。在快速列車區間中，於新津站和龜田站乘車的乘客只可使用普通車廂自由席，不可使用綠色車廂或寢台車廂。
從東京出發前往新潟的尾班新幹線「Max朱鷺」353號乘客可於長岡站轉乘「北國」列車前往大阪方向，使該「北國」列車班次成為了前往北陸方向的尾班車。除了上越新幹線的轉乘客外，也有從新潟市前往長岡市、柏崎市的歸家乘客使用「北國」列車。另外，由於「北國」到達京都站和大阪站的時間比較早，因此會有一些來自北陸地方的乘客會乘坐「北國」前往關西國際機場，以便他們乘坐早上的航班。這些乘客可於京都站於同一月台轉乘從草津出發前往關西機場的特急「遙」。
但是進入21世紀，隨著運輸政策放寬、平宜旅遊巴士（ツアーバス）開始出現（後來隨著修改法例，這些平宜的旅遊巴士與高速巴士整合而被消滅）、平價的商務旅館出現使乘坐列車的商務客減少、取消周遊券使使用夜行列車的乘客減少（特別是使用寢台車的乘客），使整體乘坐「北國」的乘客有明顯下降。實際上，在JR成立時的1987年與2010年代比較，「北國」客量減少一半，在2010年度的平均乘車人次（以1班計算）為約120人。在定期列車臨近廢除前，「北國」乘車率只有約3成。

## 臨時列車
在國鐵時代的1971年10月1日至1972年夏季前，曾經開設行走於大阪站 - 富山站 - 直江津站 - 長野站 - 松本站 - 名古屋站 - 大阪站之間的「阿爾卑斯」班次。該班次以直江津站作為邊界，以夜行列車的方式行走。先途經北陸本線的班次為1號，先途經中央本線的班次為2號，一共設有1個往返班次。
在國鐵分割民營化後，JR西日本為了吸引冬季滑雪客從京阪神地區前往信州方向，因此在1987年度起開設「Spur號」，翌年度起也繼續開辦。相對在夏季，為了方便乘客前往立山黑部阿爾卑斯山脈路線與長野縣一帶遠足或徒步旅行（Trekking），於1988年夏季起開設「Resort'88白馬」和「Resort'88信越」等夜行列車。在1997年度冬季為了長野冬季奧林匹克運動會，開設了「白馬·栂池」，行走於姬路站至白馬站之間（途經北陸本線），該列車使用KiHa181系7卡編成行走，只有1個往返班次。
在2001年夏季開設了行走於大阪站至信濃大町站之間的臨時列車「Resort白馬阿爾卑斯」，去程（前往信濃大町站）為夜行列車，回程（前往大阪站）為日間列車，共有1個往返班次。在2002年夏天開設夜行列車「信州徒步旅行號」，行走於大阪站至妙高高原站之間。

## 大阪與信越之間的優等列車概述

### 劍
在1961年10月，開設了準急列車「劍」行走於大阪站至富山站之間（當中高岡站至富山站之間為普通列車）。同月也開設了行走於大阪站至青森站之間的特急「白鳥」，而由於急行「日本海」改為時間表，因此「劍」使用了「日本海」的原時間表，成為了「日本海」於大阪站至富山站之間的替代列車。列車名稱取自北陸本線沿線，立山連峰的劍岳。
在1963年4月，「劍」在大阪站至金澤站之間變為急行列車（金澤站至富山站之間為普通列車）。在1965年10月整個區間變為急行列車。在1972年10月升級為特急列車，運輸區間延長至新潟站。在1994年12月變為臨時列車，最後在1996年被廢除。
「劍」與「北國」於同一區間（大阪至新潟）與同一時段行走時期，「劍」於富山縣、石川縣與福井縣內不停站。

#### 停車站
大阪站 - 新大阪站 - 京都站 - 糸魚川站 - 直江津站 - 柏崎站 - 長岡站 - 見附站 - 東三條站 - 加茂站 - 新津站 - 新潟站
- 但是，除了上述停靠車站後，還會停靠一些不會上落客的車站作運輸停車。

#### 使用車輛與編成
截至廢除前一刻，整個區間由EF81形電力機車牽引行走。客車方面使用西日本旅客鐵道（JR西日本）宮原客車區（現時為網干綜合車輸所宮原分所）所屬的24系客車，當中只有B寢台車廂。
在特急化當初，東海道、山陽本線的列車使用14系客車，以取代20系客車，把這些剩餘的20系客車轉至青森運輸所，另外也連結餐車（NaShi20形）（但暫停營業）。這些20系客車會在「日本海」和「劍」上共用。當時牽引機車方面，使用了EF58型電力機車（曾經有使用EF65型電力機車500番台F形）、DE10型柴油機車（或DD50型柴油機車）、EF70型電力機車和EF81型電力機車。
在1975年3月時間表修正中，「劍」從途經米原站改為途經湖西線，20系所屬車廠由青森運輸所變為宮原客車區。並把連結餐車改為連結B寢台車（NaHaNe20形或NaHaNe23形）。整個區間由EF81系電力機車牽引。
後來在1976年2月，客車24系25形客車。
在1982年11月時間表修正，「日本海」2個往返班次的使用客車改用來自宮原客車區，同時前往九州的寢台特急班次削減，為了有足夠的車輛行走「劍」，因此「劍」的使用客車改為來自向日町運転所（現時：吹田綜合車輛所京都分所），但是由於車輛需要與九州特急共用，因此需要配合這些特急的編成。當列車到達大阪後回廠（向日町）時，需要途經塚本站、北方貨物線、宮原客車區、北方貨物線、塚本站、大阪站、東海道本線，才能到達向日町運輸所，在這個區間由宮原機關區的EF58形牽引），而這個回廠路線沒有效率。在1984年2月時間表修正，「日本海」削減至1個往返班次，以及再次由青森運輸所提供車輛，使「劍」的使用客車再次由宮原客車區提供。

#### 擔當車掌區
整個區間由西日本旅客鐵道（JR西日本）的大阪車掌區負責。

### 回憶之劍號
在2009年10月至12月之間，新潟縣與山形縣的庄内區域舉行「新潟地方旅遊活動」。在2009年11月27日、28日開設了復活列車「回憶之劍號」，行走於大阪站至新潟站之間。車輛使用與「劍」晩年一樣的24系25形客車（只有B寢台）和EF81形。中途的停車站只有京都站、直江津站和長岡站。

### 金星
在1965年10月時間表修正中，開設了行走於大阪站至富山站之間的夜行急行列車，當時設有2個往返班次，並使用客車行走。由於在該時候，東海道本線的夜行列車班次削減，因此列車名稱使用了當時被削減的班次列車名稱「金星」。
在1968年10月，隨著「金星」改名為「劍」後被廢除了。

## 大阪與信越之間的優等列車演變

### 起始
- 1947年（昭和22年）7月5日：開設行走於大阪站至青森站之間的急行507、508列車。
- 1950年（昭和25年）11月8日：急行507列車、508列車改變為501、502列車，並命名為「日本海」。該列車被稱為是夜行列車「北國」的起源。
- 1961年（昭和36年）10月1日：實施3·6·10（日语：サンロクトオ）時間表修正，開設行走於大阪站至富山站之間的準急「劍」，當中高岡站至富山站之間為普通列車。
- 1963年（昭和38年）4月20日：「劍」升級為急行列車（當中金澤站至富山站之間為普通列車）。並且開始連結臥鋪車廂。
- 1965年（昭和40年）10月1日：實施時間表修正（日语：1965年10月1日国鉄ダイヤ改正），設有以下改動：
  1. 大阪站至富山站之間的「劍」改名為「金星」（日语：／）。
  2. 大阪站至富山站之間的「加賀」之夜行列車班次改名為「劍」，並改用電動列車行走。

### 「北國」夜行列車化
- 1968年（昭和43年）10月1日：實施4·3·10（日语：ヨンサントオ）時間表修正，設有以下改動：
  1. 開設行走於大阪站至青森站之間的寢台特急「日本海」。
  2. 行走於大阪站至青森站之間的急行「日本海」改名為「北國」
  3. 行走於大阪站至富山站之間的「金星」改名為「劍」，並改用客車。
  4. 行走於大阪站至富山站之間的「劍」改名為「立山」（日语：／）。
- 1971年（昭和46年）10月1日：開設行走於大阪站 - 富山站 - 直江津站 - 長野站 - 松本站 - 名古屋站 - 大阪站之間的臨時急行「阿爾卑斯」。直至1972年夏季前一直運行。
- 1972年（昭和47年）
  - 3月15日：「劍」的運輸區間延長至行走於大阪站至新潟站之間。
  - 10月2日：「劍」升級為特急列車。
  - 11月6日：前往青森的「北國」於北陸隧道內發生火警，起火地點是在該列車的餐車上（北陸隧道火災事故（日语：北陸トンネル火災事故）），造成30人死[注 1]。
- 1973年（昭和48年）10月1日：「北國」行走於大阪站至青森站之間的普通座位車廂改用12系客車。
- 1975年（昭和50年）
  - 3月10日：「劍」由途經米原站改為途經湖西線。
  - 7月：開設行走於大阪站至富山站之間的「阿爾卑斯」。當中，從大阪出發的班次為夜行列車。
- 1976年（昭和51年）2月：「劍」的客車改用24系25形客車。

- 1978年（昭和53年）10月2日：「北國」不再連結一般形客車綠色車廂。
- 1982年（昭和57年）11月15日：隨著上越新幹線開通而實施時間表修正，「北國」設有以下變更（1982年11月15日日本國鐵時間表修正（日语：1982年11月15日国鉄ダイヤ改正））。
  1. 不再行走新潟站至青森站之間，於新潟站把系統分割，該區間由L特急「稻穗」負責。使「北國」行走區間改為大阪站至新潟站之間。
  2. 使用車輛改為14系客車，並且座位車廂與臥鋪車廂混合連結。
- 1983年（昭和58年）：開設行走於名古屋站至新潟站之間的臨時急行「新潟」。
- 1984年（昭和59年）：臨時急行「新潟」被廢除。

### 「北國」583系化以後
- 1985年（昭和60年）

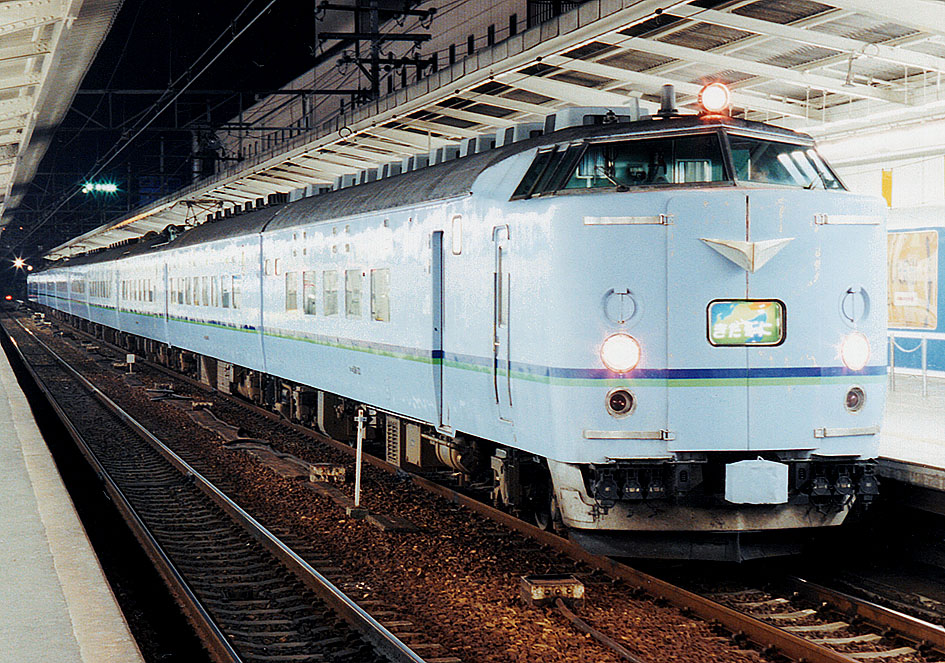
急行「北國」（1994年 大阪站）

  - 3月14日：「北國」使用車輛改用583系電動列車（12卡編成）。在使用電動列車後，下行班次通過米原站（運輸停車）。
  - 7月：開設行走於大阪站至富山站之間的臨時急行列車「阿爾卑斯」。
- 1986年（昭和61年）11月1日：「北國」改為10卡編成行走。
- 1988年（昭和63年）3月13日：「北國」於新津站 → 新潟站之間改變為快速列車。
- 1992年（平成4年）5月：「阿爾卑斯」被廢除。
- 1994年（平成6年）12月3日：「劍」被廢除，變更為臨時列車。
  - 在這個時期，寢台特急「劍」與急行「北國」同一區間行走，並且於相同時段行走。而特急「劍」是主要服務來往新潟縣內與京阪神之間的乘客，於深夜時候會通過富山縣、石川縣和福井縣所有車站，而急行「北國」則停靠沿線主要車站。
- 1996年（平成8年）12月：臨時列車「劍」被廢除。「北國」便成為京阪神與北陸、新潟縣之間唯一夜行列車。
- 2000年（平成12年）：「北國」在部分時期把動力車廂改用485系的行走。當時，該485系也會使用集電弓[注 2]。
- 2004年（平成16年）10月23日至11月28日：受到新潟縣中越地震的影響而暫停服務。
- 2007年（平成19年）
  - 3月18日：實施時間表修正，「北國」3號車廂自由席變為禁煙車廂[14]。
  - 7月16日 - 9月12日：受到新潟縣中越近海地震的影響而暫停服務。
- 2009年（平成21年）6月1日：所有座位車廂全部禁煙化。
- 2012年（平成24年）
  - 3月17日：實施時間表修正，「北國」的定期列車班次被廢除。在廢除後，直江津站 → 新潟站之間設有替代班次快速「早安信越」[15]。
  - 4月26日：開設「北國」臨時列車班次[3][4]。當時該列車在黃金周期間行走。JR東日本新潟分社發表除了5月2日外，其餘日子列車還有空席[16]。
- 2013年（平成25年）
  - 1月7日：「北國」前往大阪班次最後一天服務。「北國」前往新潟班次於昨天已經開出最後班次。
  - 1月31日：發表「北國」正式被廢除[5]。

## 登場作品
- 青澀寶貝（日语：センチメンタルジャーニー (アニメ)） - 第3話 主角七瀨優與主要客串角色芹澤琴音一同乘坐列車上[注 3]。
- 週三怎麼樣 -「骰子之旅1 第1夜」中曾經乘坐新大阪站→新潟站之間區間。當時由於不能夠取得包夠人數的寢台票，因此大泉洋感到困惑，想如果使用「一些方法」取得自由席車票。
- 電車でGO! - 「電車GO!Professional（日语：電車でGO! プロフェッショナル仕様）」中可以駕駛「北國」京都站→大阪站區間，「FINAL」與「Pocket 東海道線編」中可以駕駛「北國」來往大阪站至京都站之間。

## 注腳